# بریکو استور
بریکو استور (انگلیسی: Bricostore) شرکت خرده‌فروشی فرانسوی است، که در سال ۱۹۹۱ تأسیس شد.